# 김찬중 (축구인)
김찬중(한국 한자: 金燦中, 1976년 6월 14일 ~ )은 대한민국의 전 축구 선수이며, 포지션은 수비수였다.